# Yves Krier
 (mai 2023).
Si vous disposez d'ouvrages ou d'articles de référence ou si vous connaissez des sites web de qualité traitant du thème abordé ici, merci de compléter l'article en donnant les références utiles à sa vérifiabilité et en les liant à la section « Notes et références ».
Pour les articles homonymes, voir Krier.
Yves Krier, né le 25 mai 1956, est un compositeur breton.
Il a obtenu les médailles d'or d'orgue, d'harmonie et de contrepoint au CNR de Rennes, et fut reçu premier à l'agrégation de musique en 1983. Il a enseigné l'organologie, l'écriture et l'analyse à l'Université de Haute Bretagne, Rennes II jusqu'en 2020.

## Compositions
- Le soleil jongle ses arpèges, pour quintette vocal (1979)
- Concertino pour violon et 8 instruments (1981)
- La Nuit de l'Enfant, pour chœur d'enfants (2° Prix du Concours International de Tours 1981)
- Autres Bretagnes, soli, chœur et orchestre (Commande du Festival des Tombées de la Nuit, 1983)
- Mon Enfant, Mon Frère, violon solo (1984)
- Mission I, pour quatuor professionnel de flûtes à bec et classe de flûtes à bec (Commande-Mission DRAC Bretagne, 1986)
- Cantilène en Flamme, mezzo-soprano et ténor soli, ensemble instrumental et bande (1986)
- Quatuor I, Clarinette, alto, percussion et orgue positif.
- Étude VI, chœur mixte (Commande du Centre d'Art Polyphonique en Bretagne, 1986)
- Des Clefs et des Serrures, grand-orgue (1988)
- Flashes, Sketchs et Chintz, petit orchestre (1989...)
- A la Découverte de l'Ile Musique, récitant et orchestre symphonique (Commande d'État pour l'Orchestre de Bretagne, 1990).
- 3 Miniatures pour Sulian, piano solo (1990-93)
- Requiem, pour chœur mixte et petit ensemble (1992-95).
- Ludique from Beethoven, pour orchestre " formation Mozart " (1998-99)
- No P.Y.L.T. today, pour deux accordéons et chœur (1999)
- Bulles et images, pour accordéon et violoncelle (2000)
- Kanleanoz Izabel, pour ensemble instrumental (2002-2003)
- Z’à table, pour orgue solo (2004)
- Fantaisie foutraque, pour chœur en vrac (2007)